# Nicarete affinis
Nicarete affinis är en skalbaggsart som beskrevs av Stefan von Breuning 1940. Nicarete affinis ingår i släktet Nicarete och familjen långhorningar.
Artens utbredningsområde är Madagaskar. Inga underarter finns listade i Catalogue of Life.